# Malory Vargas
Malory Vargas Garabito (Lima, 1 de enero de 1995) es una actriz y bailarina peruana, que ha desarrollado su carrera artística en su país y en México, participando en series de televisión, telenovelas y obras de teatro.

## Biografía
Nació el 1 de enero de 1995 en Lima; bajo el nombre completo de Malory Vargas Garabito. Proveniente de una familia ligada al medio artístico, es hermana menor de la actriz Francesca Vargas.
Estudió danza en las escuelas Dance Studio, Mandrágora y Arthur Munrray, y se formó como actriz en los talleres de la Asociación Cultural Plan 9 en el año 2015, adicionalmente participando en microobras y en los talleres de clown de la mano de Paloma Reyes de Sa, gracias a la recomendación de Patricia Barreto.
Comenzó su carrera artística en el año 2012, haciendo su debut actoral con el musical Hadas.[cita requerida] Seguidamente, se desempeñó como bailarina, conformando el staff de bailarines de los programas concurso El gran show y Reyes del show de América Televisión, siendo pareja de baile del bailarín Alejandro Benítez «Zumba». Además de ello, participó en diferentes concursos de baile en los Estados Unidos.
En el año 2016, participó en la teleserie Al fondo hay sitio dentro del reparto recurrente, interpretando a Yashimar, una joven en común. Pero fue hasta el año siguiente, cuando fue convocada por la productora Michelle Alexander para conformar el reparto principal de la telenovela Solo una madre como el personaje de Cindy Menacho, y posteriormente, en la otra producción Madre por siempre, Colorina interpretando a Orferlinda Gonzáles.
En el teatro, Vargas protagoniza El último verano en 2018, con la colaboración de la productora AAA, interpretando a Brisa, una joven estudiante de escuela, y compartió el rol junto a la actriz rusa Ekaterina Konysheva y los actores peruanos de teatro Christian Palomino y Ana Lucía Pérez. Previo a ello, participó en los repartos principales de los montajes Te sigo en mis recuerdos, Todo por los 15 mil y Apostáteme por Dios durante los años 2017 y 2018.[cita requerida]
Vuelve al protagónico con la comedia La botella borracha en 2019, bajo el papel de Jessica, una chica quién va a un reencuentro de su promoción de secundaria, además de contar con Federico Abrill como director del dicho proyecto. Ya para esa época, protagoniza el espectáculo clown 7 pecados con la colaboración de la Línea 1 del Metro de Lima y Callao.
Participó en el cine como parte de los repartos de las películas No es lo que parece (2018), The Game (2019), Papá × tres (2019), Igualita a mí (2022) y Busco novia (2022). En el año 2019 fue parte del cortometraje Trapped Women como la Mujer y el año 2020, se incorpora al doblaje al español de la serie Brigada de monstruos, dándole voz a Arabella y Yuan-Ti.[cita requerida]
En el año 2022, fue protagonista de la obra teatral El bombón rojo de Germán «Manchi» Ramírez, junto a Gia Rosalino, Mapi Nue y Dayanna Reátegui. En ese año, asume el coprotagónico de la otra producción teatral El muro, bajo la dirección de Diego La Hoz y la dramaturgía de Jhonatan Córdova, estrenado en el Centro Cultural Ricardo Palma, valiendo una nominación a «Mejor actriz de drama» por parte de los Premios El Oficio Crítico. Previo a ello, fue parte del reparto principal de la teleserie Llauca de Latina Televisión en 2021.[cita requerida]
En el año 2024, se muda a México para participar brevemente en la telenovela Como dice el dicho de la cadena Televisa, interpretando a Valentina en un solo capítulo de la ficción. En ese mismo año, asume el antagónico reformado de la telenovela Los otros Concha.[cita requerida]

## Vida personal
En el año 2022, Vargas confirma su bisexualidad. Al año siguiente, inicia una relación sentimental con Liliana Castro-Mannarelli, expareja de Eva Bracamonte, sospechosa del asesinato de la empresaria Myriam Fefer.

## Filmografía

### Televisión
- El gran show (2016), bailarina y pareja de baile de Alejandro Benítes «Zumba».
- Al fondo hay sitio (2016), Yashimar (reparto recurrente).
- Solo una madre (2017), Cindy Menacho Sánchez de Castillo (reparto principal).[11]
- Madre por siempre, Colorina (2018), Orferlinda Gonzáles Robles (reparto principal).[12]
- Brigada de monstruos (2020), Arabella y Yuan-Ti (reparto principal).
- Llauca (2021), reparto principal.
- El ABC del BCP (2022-2023), protagonista.
- Los otros Concha (2024), antagonista reformada.
- Como dice el dicho (2024), Valentina (reparto principal).

### Cine
- No es lo que parece (2018), reparto principal.
- The Game (2018), reparto recurrente.
- Papá × tres (2019), reparto principal.
- Trapped Women (2021), reparto principal.
- Igualita a mí (2022), reparto principal.
- Busco novia (2022), reparto principal.

## Teatro
- Hadas, el musical (2012), reparto principal y bailarina.
- Te sigo en mis recuerdos (2017), reparto protagónico.
- Todo por los 15 mil (2017), reparto protagónico.
- Apostátame por Dios (2017-2018), reparto principal.
- El último verano (2018), Brisa (protagonista).
- 7 pecados (2018), protagonista.
- La botella borracha (2019), Jessica (protagonista).
- Influencias (2019), protagonista.
- En cuarentena (2020), reparto principal.
- El bombón rojo (2022), protagonista.
- El muro (2022), coprotagonista.

## Premios y nominaciones
| Año  | Premios                   | Categoría               | Trabajo          | Resultado | Ref.             |
| ---- | ------------------------- | ----------------------- | ---------------- | --------- | ---------------- |
| 2018 | Premios El Oficio Crítico | «Mejor actriz de drama» | El último verano | Nominada  | [cita requerida] |